# Iglesia de San Bartolomé (Castellammare di Stabia)
La iglesia de San Bartolomé (en italiano: chiesa di San Bartolomeo) es una iglesia católica italiana en Castellammare di Stabia, Campania, dedicada a San Bartolomé.

## Historia
En el lugar donde hoy se encuentran el Santuario della Sanità y la Villa Pellicano, antiguamente se encontraba un convento de clarisas dedicado a San Bartolomé que databa de antes de 1189. Sin embargo, a mediados del siglo XVI, las conclusiones del Concilio de Trento exigieron que los conventos femeninos se ubicaran dentro de los muros de la ciudad y las monjas se trasladaron a esta nueva ubicación en 1583. 
La construcción fue lenta y la iglesia no se terminó hasta 1673. Fue reformada en el siglo XVIII, añadiendo un atrio y un presbiterio en la parte delantera, diseñados por Catello Troiano, y las obras se terminaron en 1821. El convento fue suprimido durante el siglo XIX.
En 1920, el convento fue restaurado debido a su estado ruinoso y restaurado gracias a las ofertas de Carlotta Mannara. Las obras duraron varios años y el 24 de julio de 1924 el arzobispo de Benevento, Luigi Lavitrano, lo cedió a la orden de Adoratrices del Santísimo Sacramento. La iglesia fue restaurada en los años 70 de siglo XX.

## Arquitectura
La entrada a la iglesia se abre a un pequeño cementerio, protegido por una puerta de hierro forjado sostenida por columnas construidas en 1792. La fachada principal se divide en dos partes: la zona inferior, donde se encuentra el portal de entrada, está enriquecida por cuatro columnas capiteles, mientras que la zona superior está decorada con dos columnas con un gran ventanal en el centro. La fachada se remata con un tímpano sobre el que se sitúa una cruz de hierro.
El templo de estilo barroco cuenta con una sola nave con cúpula y entre los retablos se encuentra un lienzo del retablo mayor que representa el Suplicio de San Bartolomé (1782) de Francesco Landini, donado por la reina María Carolina de Borbón. Hay una Inmaculada Concepción de Giuseppe Bonito, una Virgen con el Niño y San Ludovico de los seguidores de Francesco Solimena; un Redentor con Virgen y santos franciscanos. La iglesia tiene un crucifijo del siglo XIV en la segunda capilla de la izquierda.